# Piove di Sacco
Piove di Sacco är en ort och kommun i provinsen Padova i regionen Veneto i Italien. Kommunen hade 20 086 invånare (2018).

## Kända personer från Piove di Sacco
- Arrigo Caterino Davila, historieskrivare
- Francesco Zabarella, kardinal